# Парінча (комуна)
Парінча (рум. Parincea) — комуна у повіті Бакеу в Румунії. До складу комуни входять такі села (дані про населення за 2002 рік):
- Барна (30 осіб)
- Велень (620 осіб)
- Владнік (899 осіб)
- Мілештій-де-Жос (175 осіб)
- Мілештій-де-Сус (121 особа)
- Ненешть (771 особа)
- Нестесень (118 осіб)
- Парінча (956 осіб)
- Поєнь (111 осіб)
- Сату-Ноу (71 особа)

Комуна розташована на відстані 240 км на північ від Бухареста, 16 км на південний схід від Бакеу, 83 км на південний захід від Ясс, 137 км на північний захід від Галаца, 147 км на північний схід від Брашова.

## Населення
За даними перепису населення 2002 року у комуні проживали 3872 особи.
Національний склад населення комуни:
| Національність | Кількість осіб | Відсоток |
| -------------- | -------------- | -------- |
| румуни         | 3853           | 99,5%    |
| цигани         | 11             | 0,3%     |
| угорці         | 3              | 0,1%     |
| німці          | 2              | 0,1%     |
| чанго          | 2              | 0,1%     |

Рідною мовою назвали:
| Мова      | Кількість осіб | Відсоток |
| --------- | -------------- | -------- |
| румунську | 3864           | 99,8%    |
| угорську  | 8              | 0,2%     |

Склад населення комуни за віросповіданням:
| Релігія            | Кількість осіб | Відсоток |
| ------------------ | -------------- | -------- |
| православні        | 2347           | 60,6%    |
| римо-католики      | 1521           | 39,3%    |
| п'ятдесятники      | 2              | 0,1%     |
| адвентисти         | 1              | < 0,1%   |
| не вказали релігію | 1              | < 0,1%   |